# Bittacus nodosus
Bittacus nodosus är en näbbsländeart som beskrevs av Rust och George W. Byers 1976. Bittacus nodosus ingår i släktet Bittacus och familjen styltsländor. Inga underarter finns listade i Catalogue of Life.